# Torigny-les-Villes
Torigny-les-Villes est une commune française située dans le département de la Manche en région Normandie, peuplée de 4 441 habitants. Elle est créée le 1er janvier 2016 par la fusion de quatre communes, sous le régime juridique des communes nouvelles. Les communes de Brectouville, Giéville, Guilberville et Torigni-sur-Vire deviennent des communes déléguées.

## Géographie

### Localisation
| Condé-sur-Vire (comm. dél. de Condé-sur-Vire)                           | Saint-Amand-Villages (comm. dél. de Saint-Amand)              | Saint-Amand-Villages (comm. dél. de Saint-Amand)                                                                            |
| Condé-sur-Vire (comm. dél. de Troisgots), Domjean, Saint-Louet-sur-Vire | Torigny-les-Villes                                            | Saint-Amand-Villages (comm. dél. de Placy-Montaigu), Souleuvre en Bocage (comm. dél. de Saint-Martin-des-Besaces, Calvados) |
| Beuvrigny, Pont-Farcy                                                   | Souleuvre en Bocage (comm. dél. de Bures-les-Monts, Calvados) | Souleuvre en Bocage (comm. dél. de Mont-Bertrand, Calvados)                                                                 |

### Hydrographie
La commune est située dans le bassin Seine-Normandie. Elle est drainée par la Vire, la rivière de Jacre La, le cours d'eau 01 de la Bélinière, le ruisseau du Moulin, le cours d'eau 01 de la Grande Tirelière, le cours d'eau 01 de la Meulerie, le cours d'eau 01 du Breuilly, le cours d'eau 01 du Perroquet, le cours d'eau 01 du Petit Val de Vire, le cours d'eau 05 du Bois, le cours d'eau 06 de la Lande, le fossé 01 de la Bouletière, le fossé 01 de la commune de Brectouville, le fossé 01 de Précaire, le fossé 01 des Trente Bourses, le fossé 02 des Haies, le fossé 02 du Coisel, la rivière de Jacre et un autre petit cours d'eau,.
La Vire, d'une longueur de 128 km, prend sa source dans la commune de Vire Normandie et se jette  dans la baie de Seine en limite d'Osmanville et de Carentan-les-Marais, après avoir traversé 27 communes. 
La rivière de Jacre la, d'une longueur de 14 km, prend sa source dans la commune  et se jette  dans la Vire à Domjean, après avoir traversé trois communes. 

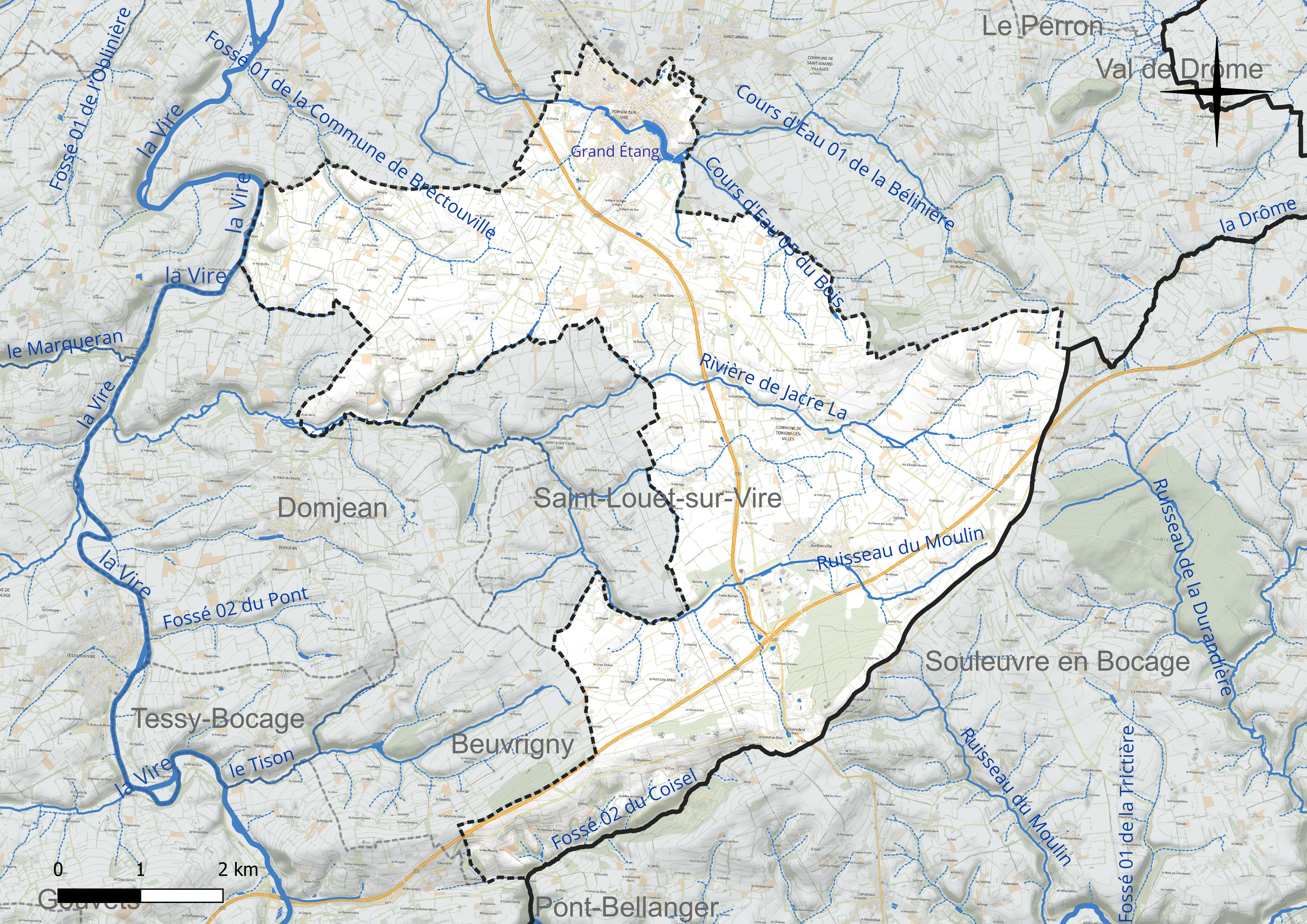
Réseau hydrographique de Torigny-les-Villes.

Trois plans d'eau complètent le réseau hydrographique : le Grand étang (5,6 ha), l'étang du Grand Vivier (1,3 ha) et l'étang Gaillard (1,4 ha),.

### Climat
Pour des articles plus généraux, voir Climat de la Normandie et Climat de la Manche.
En 2010, le climat de la commune est de type climat océanique franc, selon une étude du CNRS s'appuyant sur une série de données couvrant la période 1971-2000. En 2020, Météo-France publie une typologie des climats de la France métropolitaine dans laquelle la commune est exposée à un climat océanique et est dans la région climatique Normandie (Cotentin, Orne), caractérisée par une pluviométrie relativement élevée (850 mm/a) et un été frais (15,5 °C) et venté. Parallèlement le GIEC normand, un groupe régional d’experts sur le climat, différencie quant à lui, dans une étude de 2020, trois grands types de climats pour la région Normandie, nuancés à une échelle plus fine par les facteurs géographiques locaux. La commune est, selon ce zonage, exposée à un « climat contrasté des collines », correspondant au Bocage normand, bien arrosé, voire très arrosé sur les reliefs les plus exposés au flux d’ouest, et frais en raison de l’altitude.
Pour la période 1971-2000, la température annuelle moyenne est de 10,6 °C, avec une amplitude thermique annuelle de 12,2 °C. Le cumul annuel moyen de précipitations est de 929 mm, avec 14,2 jours de précipitations en janvier et 8,3 jours en juillet. Pour la période 1991-2020, la température moyenne annuelle observée sur la station météorologique la plus proche, située sur la commune de Condé-sur-Vire à 5 km à vol d'oiseau, est de 11,3 °C et le cumul annuel moyen de précipitations est de 956,7 mm,. Pour l'avenir, les paramètres climatiques de la commune estimés pour 2050 selon différents scénarios d’émission de gaz à effet de serre sont consultables sur un site dédié publié par Météo-France en novembre 2022.

## Urbanisme

### Typologie
Au 1er janvier 2024, Torigny-les-Villes est catégorisée bourg rural, selon la nouvelle grille communale de densité à sept niveaux définie par l'Insee en 2022.
Elle appartient à l'unité urbaine de Torigny-les-Villes, une agglomération intra-départementale regroupant deux  communes, dont elle est ville-centre,,. Par ailleurs la commune fait partie de l'aire d'attraction de Saint-Lô, dont elle est une commune de la couronne,. Cette aire, qui regroupe 63 communes, est catégorisée dans les aires de 50 000 à moins de 200 000 habitants,.

## Toponymie
La graphie Torigni pour l'ancienne commune de Torigni-sur-Vire  n'avait été adoptée qu'au XIXe siècle, et le déterminant complémentaire -sur-Vire avait été ajouté en 1849, bien que la Vire ne coule pas sur son territoire. Les anciennes orthographes indiquaient Thorigny  ou Torigny, conformément à l'usage qui veut que le [i] final d'un nom propre en français soit graphié -y (sauf le plus souvent dans le prénom Henri). C'est donc par un retour aux origines qu'a été choisi le toponyme désormais officiel de Torigny, avec comme qualificatif les-Villes, pour prendre en compte les noms des communes associées, qui se terminent tous par l'élément -ville. Lors de réunions publiques préparatoires à la fusion, plusieurs propositions comme simplement Torigny étaient soumises à l'assistance et c'est « Torigny-les-Villes » qui a remporté le plus de suffrages.
| Commune          | Date de la réunion         | Nombre de votes | Torigny-les-Villes | Torigny | Nuls ou blancs |
| ---------------- | -------------------------- | --------------- | ------------------ | ------- | -------------- |
| Brectouville     | vendredi 28 septembre 2015 | 37              | 26                 | 10      | 1              |
| Torigni-sur-Vire | mardi 1er septembre 2015   | 54              | 43                 | 9       | 2              |
| Guilberville     | mercredi 2 septembre 2015  | 69              | 46                 | 21      | 2              |
| Giéville         | jeudi 3 septembre 2015     | 50              | 42                 | 6       | 2              |
| Total            | Total                      | 210             | 157                | 46      | 7              |

Comme le conseil municipal de la commune nouvelle n'avait pas choisi de gentilé, deux géographes en ont créé un : les Torivillois. Ainsi, les quatre communes constituantes sont représentées.

## Histoire

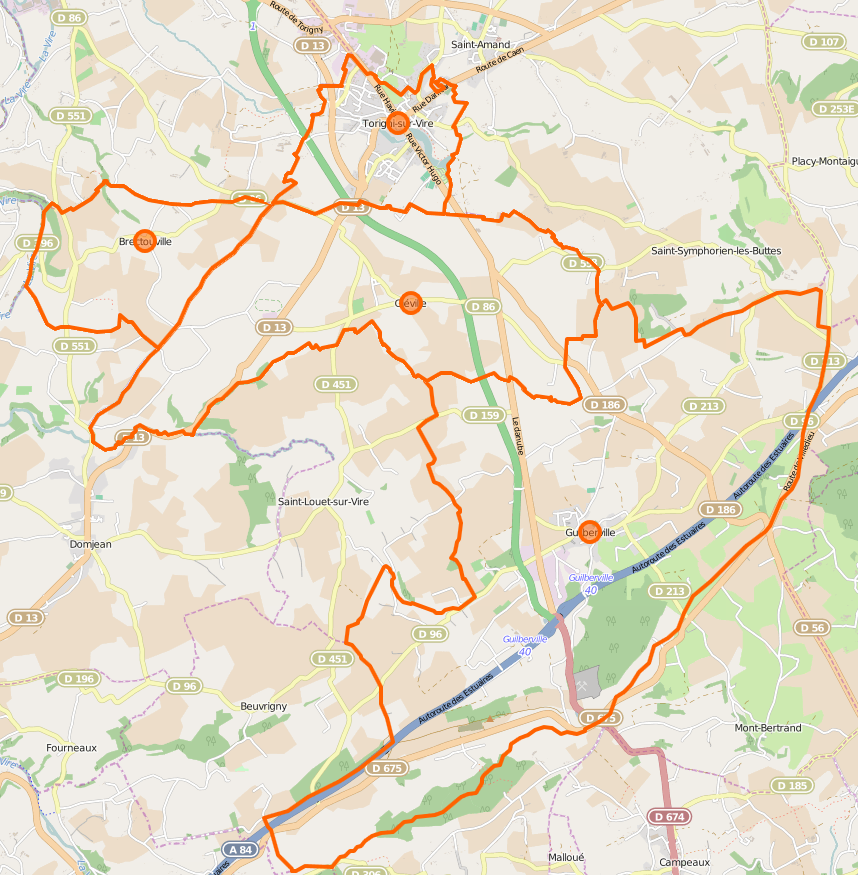
Les quatre communes déléguées.

La commune est créée le 1er janvier 2016 par un arrêté préfectoral du 28 septembre 2015, par la fusion de quatre communes, sous le régime juridique des communes nouvelles instauré par la loi no 2010-1563 du 16 décembre 2010 de réforme des collectivités territoriales. Les communes de Brectouville, Giéville, Guilberville et Torigni-sur-Vire deviennent des communes déléguées et Torigni-sur-Vire est le chef-lieu de la commune nouvelle.
Le projet avait été validé par les différents conseils municipaux le 7 septembre 2015

## Politique et administration

### Communes déléguées
| Nom                      | Code Insee | Intercommunalité  | Superficie (km2) | Population (dernière pop. légale) | Densité (hab./km2) |
| ------------------------ | ---------- | ----------------- | ---------------- | --------------------------------- | ------------------ |
| Torigni-sur-Vire (siège) | 50601      | CA Saint-Lô Agglo | 3,01             | 2 339 (2021)                      | 777                |
| Brectouville             | 50075      | CA Saint-Lô Agglo | 3,74             | 154 (2021)                        | 41                 |
| Giéville                 | 50202      | CA Saint-Lô Agglo | 10,33            | 693 (2021)                        | 67                 |
| Guilberville             | 50224      | CA Saint-Lô Agglo | 22,15            | 1 253 (2021)                      | 57                 |

### Liste des maires
| Période      | Période  | Identité          | Étiquette | Qualité                                                                     |
| ------------ | -------- | ----------------- | --------- | --------------------------------------------------------------------------- |
| janvier 2016 | mai 2020 | Anne-Marie Cousin | NC        | Enseignante Vice-présidente de la région Maire déléguée de Torigni-sur-Vire |
| mai 2020     | En cours | Mickaël Grandin   | DVC       | Cadre commercial Ancien maire délégué de Guilberville                       |

## Population et société

### Démographie
L'évolution du nombre d'habitants est connue à travers les recensements de la population effectués dans la commune depuis sa création.
En 2022, la commune comptait 4 441 habitants, en évolution de +2,05 % par rapport à 2016 (Manche : −0,31 %, France hors Mayotte : +2,11 %).
| 2014  | 2015  | 2016  | 2017  | 2022  |
| ----- | ----- | ----- | ----- | ----- |
| 4 351 | 4 352 | 4 352 | 4 352 | 4 441 |

## Culture locale et patrimoine

### Lieux et monuments

#### Églises
- Église Saint-Pierre de Brectouville du XVIIIe siècle.
- Église Saint-Martin de Giéville (clocher du XVIIIe siècle).
- Église Saint-Mathurin de Guilberville.
- Église Saint-Laurent de Torigni (XIIIe siècle).
- Église Notre-Dame-du-Grand-Vivier de Torigni (XIIe siècle). La chaire à prêcher et des lambris sont classés à titre d'objets[46].

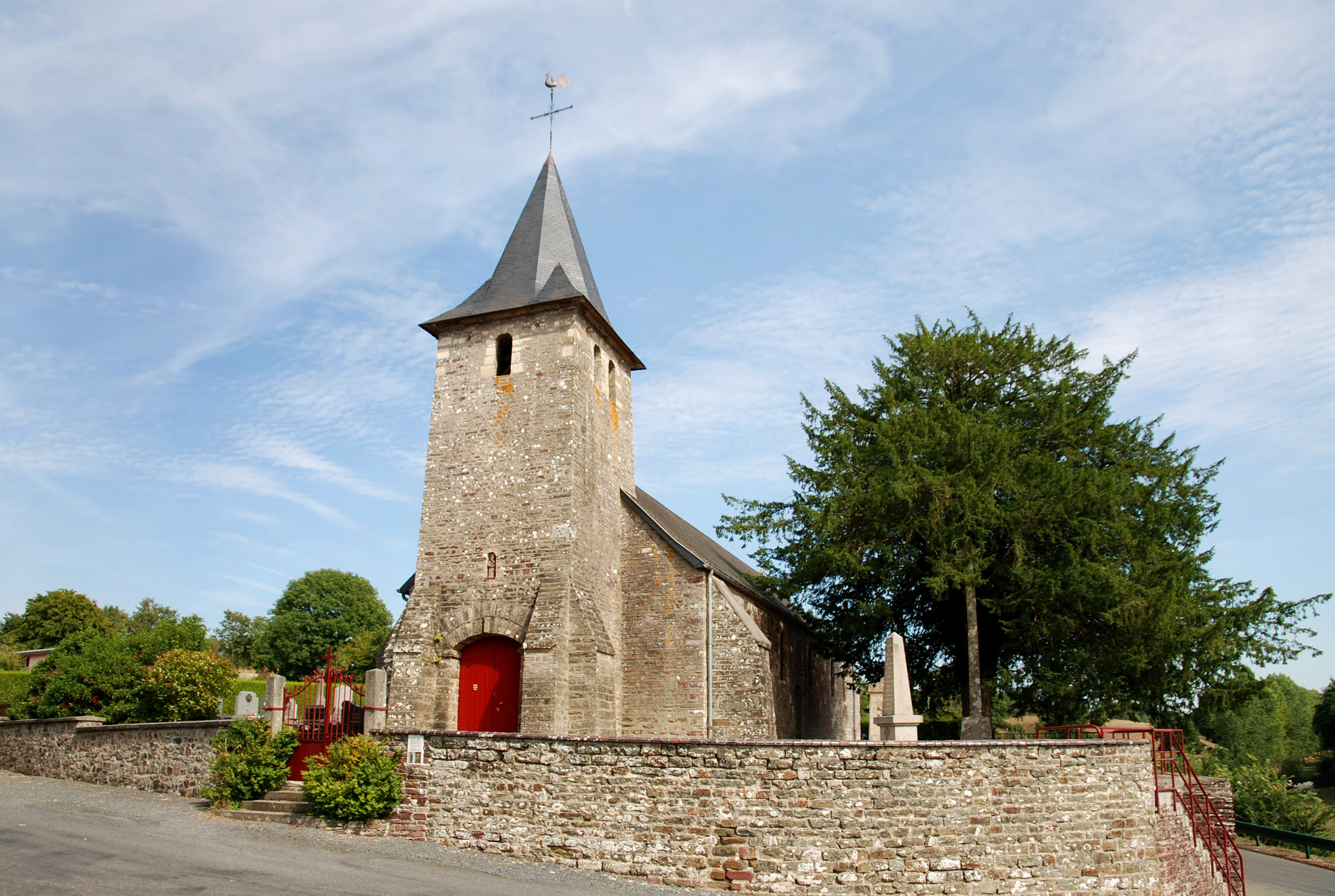
L’église Saint-Pierre. (Brectouville).
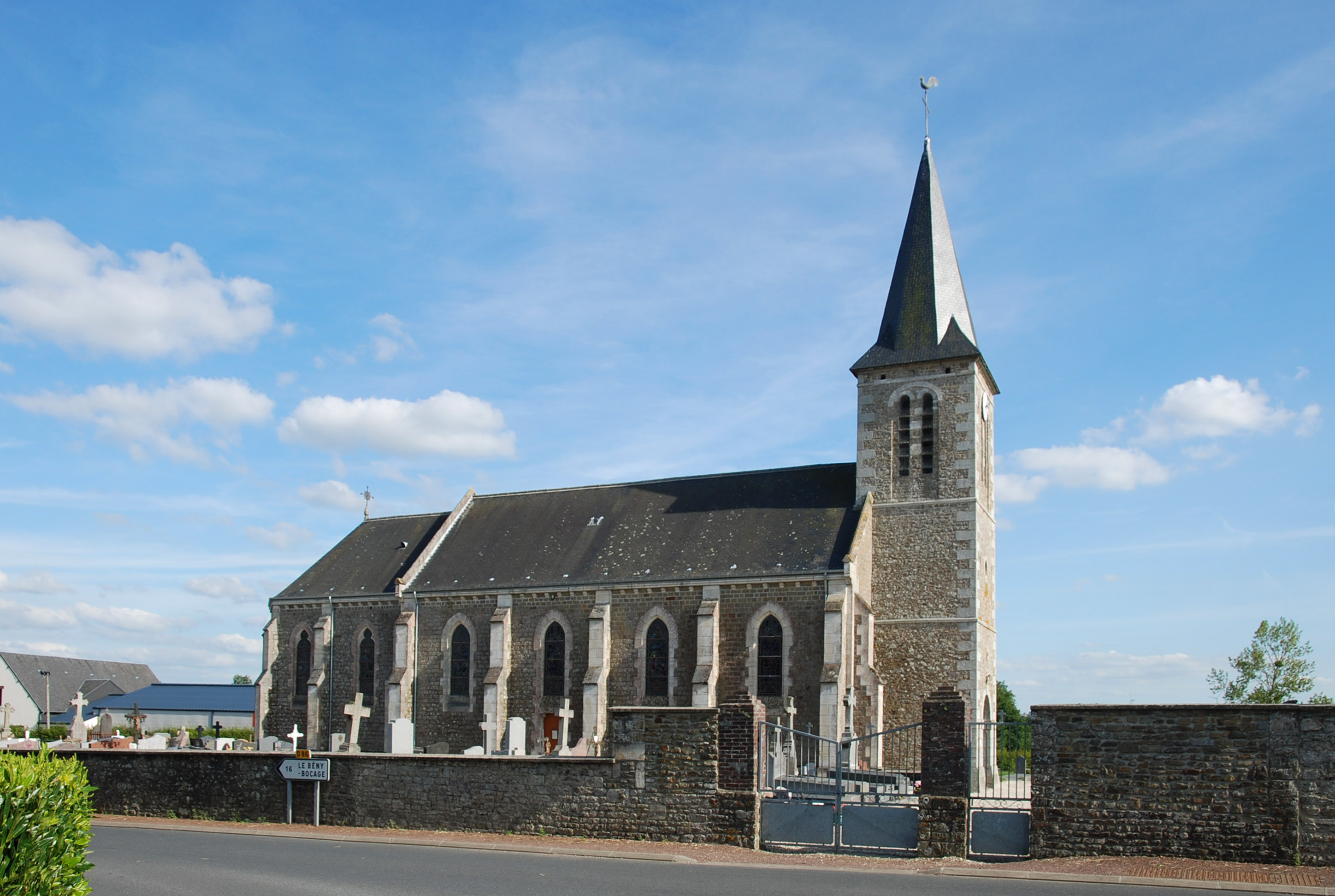
L’église Saint-Martin. (Giéville).
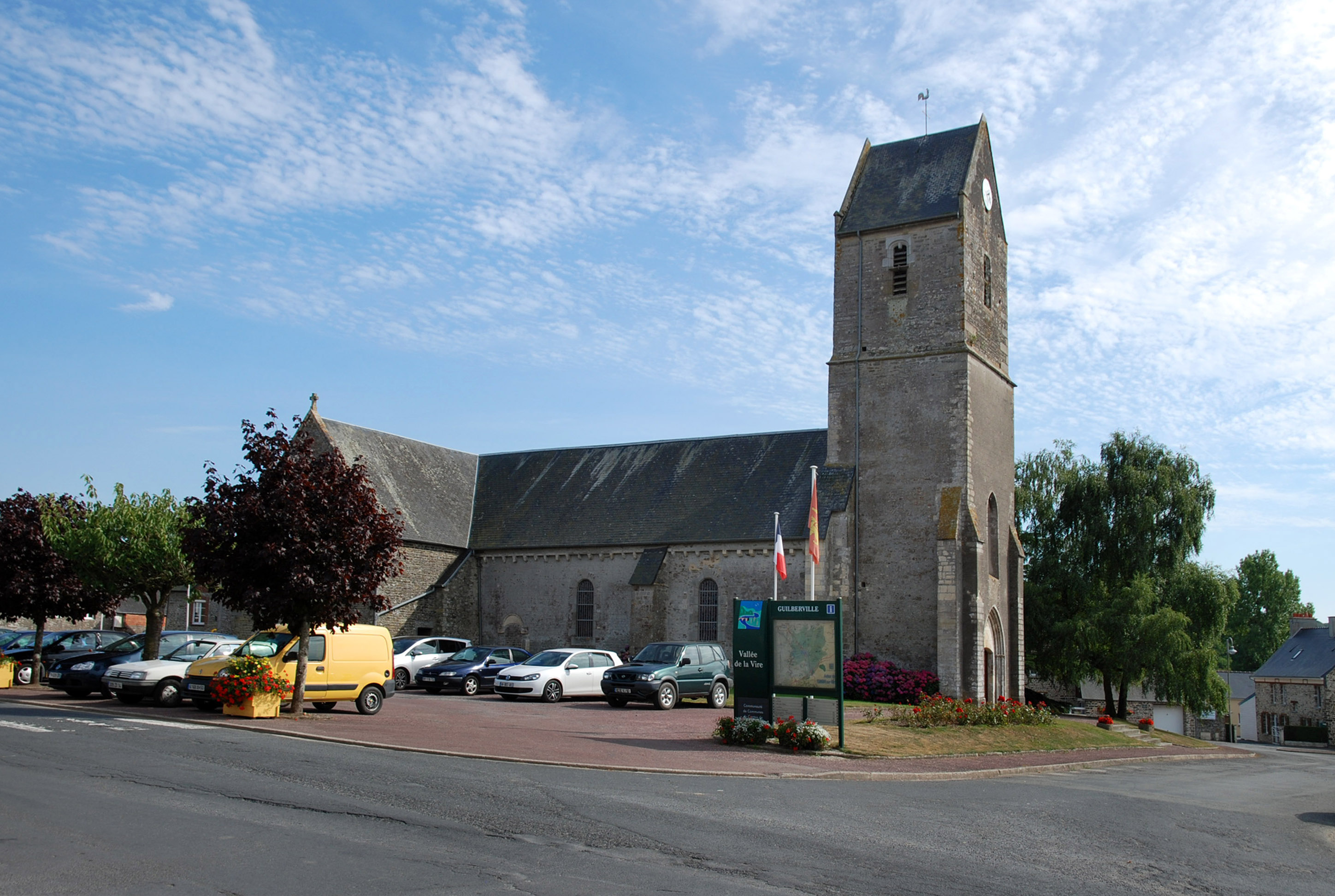
L’église Saint-Mathurin. (Guilberville).
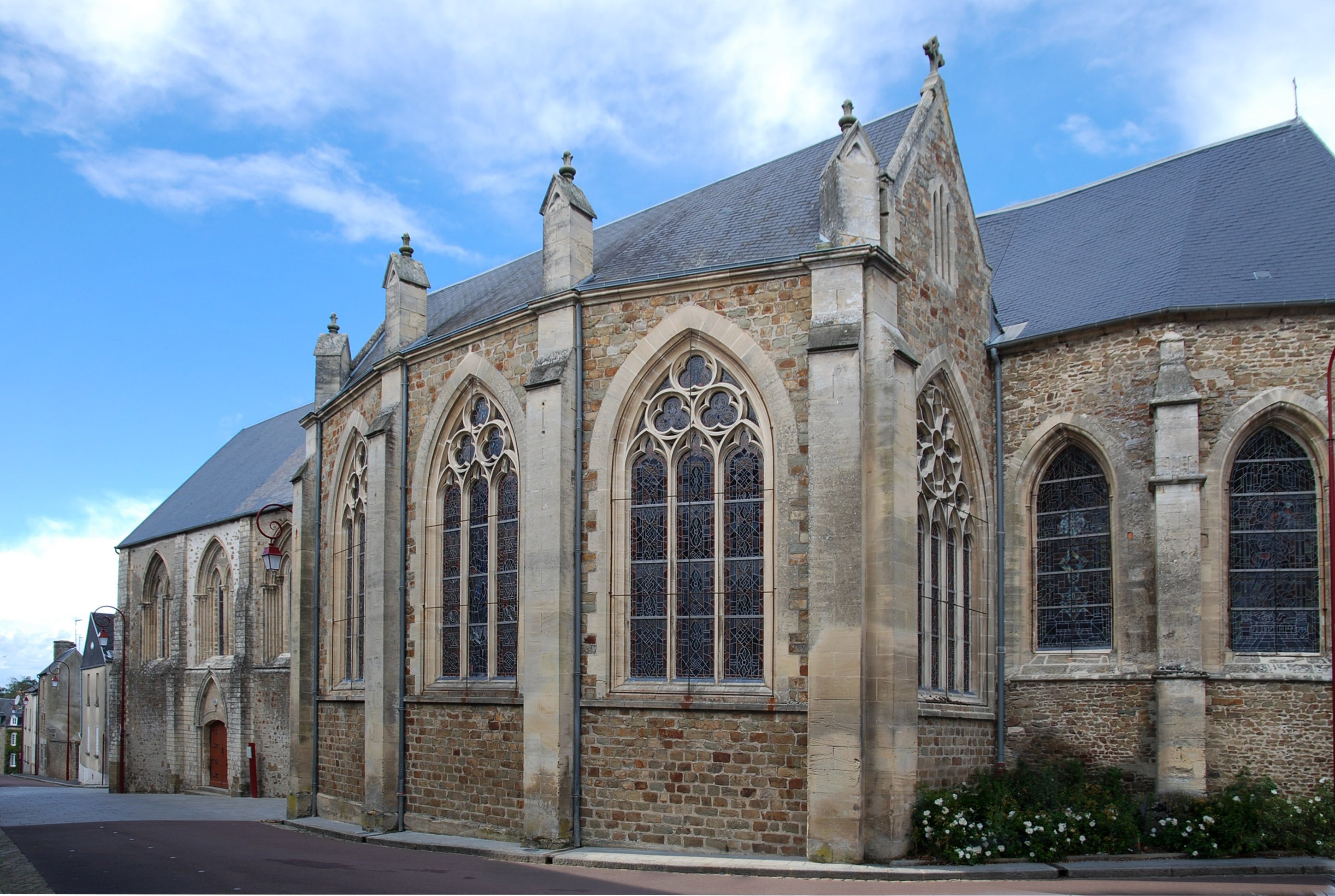
L’église Saint-Laurent. (Torigni).
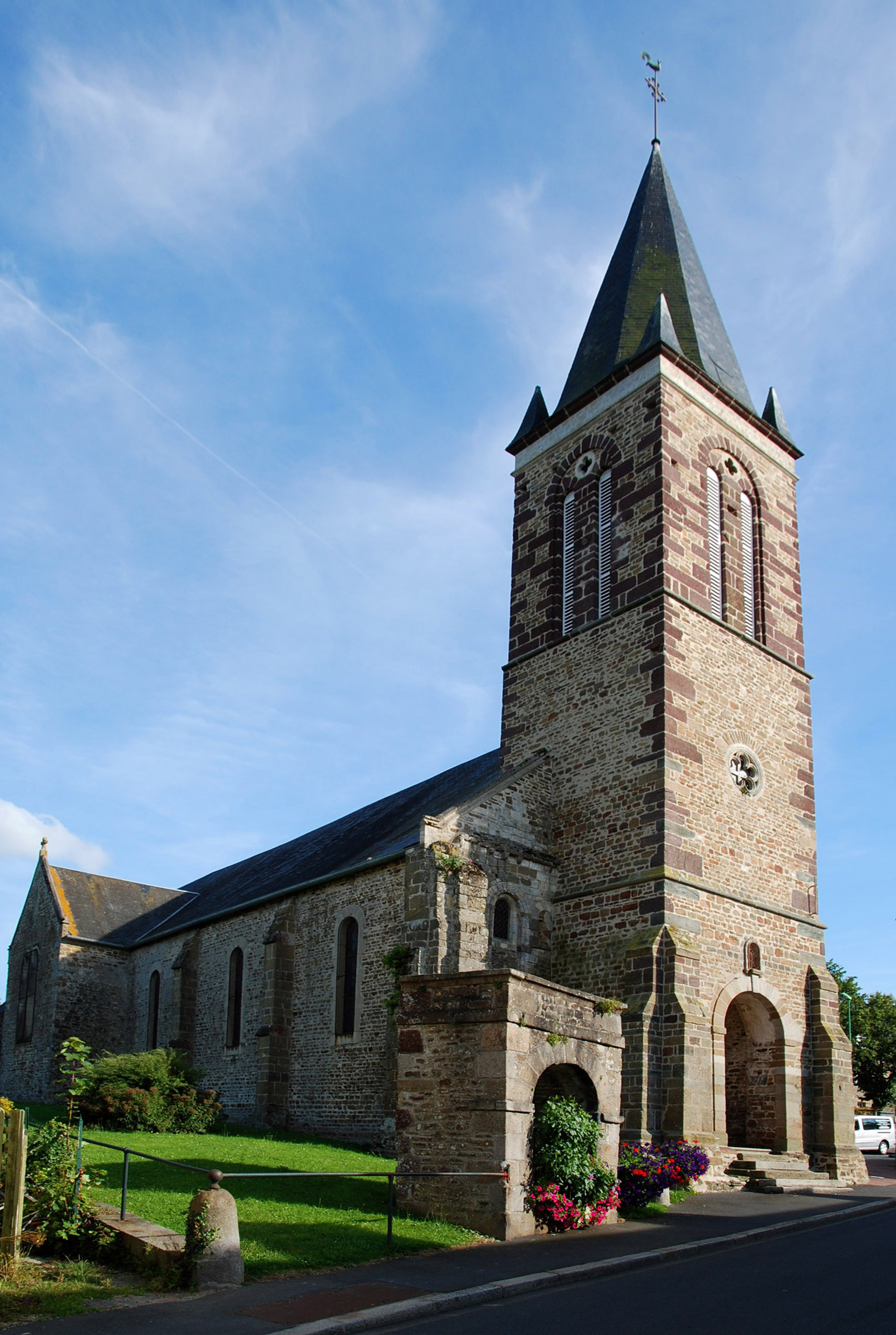
L’église Notre-Dame-du-Grand-Vivier. (Torigni).

#### Châteaux
- Château des Matignon (XVIe siècle) classé Monument historique en 1840[47]. Il abrite le musée Arthur Le Duc.
- Château de la Varignière (XIXe siècle).

#### Lieux
- Les roches de Ham, falaise de schiste présentant un aplomb au-dessus de la Vire.
- Étangs, promenade des Tilleuls.

### Personnalités liées à la commune
Pierre-François Guyot Desfontaines, curé de Saint-Amand et Saint-Laurent de Torigni (1732-1734), littérateur et adversaire de Voltaire.
François de Callières, ou Caillières, né le 14 mai 1645 à Torigny et mort le 4 mars 1717 à Paris, est un diplomate et homme de lettres français. Secrétaire particulier de Louis XIV. Son principal ouvrage, "de la manière de négocier", est devenu au xxe siècle un classique international de la négociation, passant ainsi de la sphère de la diplomatie à celle du management. Académicien français.
Louis-Hector de Callieres (frère du précédent) fut gouverneur de la Nouvelle-France (Quebec). Montréal en garde le souvenir en un lieu appelé la Pointe à Calliere.

## Pour approfondir